# Cordell Mosson
Cordell « Boogie » Mosson (né Cardell Mosson le 16 octobre 1952 et décédé le 18 avril 2013) était un bassiste américain qui a été membre du collectif funk Parlement-Funkadelic.

## Biographie
Ami de Garry Shider, les deux ont quitté Plainfield, New Jersey à l'adolescence pour le Canada. Ils se sont joints à un groupe appelé United Soul, qui a attiré l'attention de George Clinton, qui avait connu Shider quand il était jeune à Plainfield. En 1971, Clinton produit plusieurs titres de United Soul avec la participation de membres de Funkadelic. Les chansons I Miss My Baby et Baby I Owe You Something Good sont sorties en single chez Westbound Records en 1971 sous le titre U.S. Music with Funkadelic. Tous les titres enregistrés avec Clinton en 1971 sont sortis chez Westbound en 2009 sous le titre U.S. Music With Funkadelic. Après avoir produit United Soul, Clinton a ensuite invité Mosson et Shider à se joindre à Parliament-Funkadelic. Deux chansons de United Soul ont été réenregistrées sur des albums de Funkadelic avec Mosson comme membre.
Boogie Mosson a joué un rôle de premier plan dans les albums de Funkadelic et de Parliament de 1972 jusqu'à la dissolution des deux groupes au début des années 1980, et a été le bassiste principal de Parliament-Funkadelic après que Bootsy Collins s'est produit sur scène en solo. Alors que Bootsy Collins est plus largement connu comme le bassiste du P-Funk, les contributions de Boogie Mosson étaient sans doute aussi nombreuses et sont bien considérées par les fans. Boogie Mosson est également apparu dans le film PCU en 1994.
Son nom tel qu'épelé sur son acte de naissance est Cardell Mosson et « Cordell » est une faute d'orthographe courante dans les notes de la plupart des albums Parliament-Funkadelic sur lesquels il a paru. Mosson est membre du Rock and Roll Hall of Fame, intronisé en 1997 avec quinze autres membres du Parlement-Funkadelic.
Boogie Mosson est décédé d'une insuffisance hépatique le 18 avril 2013,.